# Noruwei no Mori
Noruwei no Mori (ノルウェイの森 lit. Madera de Noruega?) es una película de drama japonesa dirigida por Trần Anh Hùng, basada en la novela homónima de Haruki Murakami. Fue estrenada en Japón el 11 de diciembre de 2010.

## Argumento
Toru Watanabe ha sufrido la pérdida de su único y mejor amigo, Kizuki. Años después, ya estudiante de una universidad en Tokio, se reencuentra con la exnovia de Kizuki, Naoko. Comienzan así una relación de amistad llena de dilemas emocionales en que, ambos, deberán tratar de superar los fantasmas del pasado para así poder comenzar de nuevo. Pero el camino se vuelve complicado.

## Reparto
- Ken'ichi Matsuyama como Toru Watanabe.
- Rinko Kikuchi como Naoko.
- Kiko Mizuhara como Midori.
- Tetsuji Tamayama como Nagasawa.
- Kengo Kōra como Kizuki.
- Reika Kirishima como Reiko Ishida.
- Eriko Hatsune como Hatsumi.
- Shigesato Itoi como Profesor.
- Haruomi Hosono como Gerente de la tienda de discos.
- Yukihiro Takahashi como Portero.

## Recepción
Noruwei no Mori recibió críticas generalmente positivas y actualmente mantiene una calificación del 74% en Rotten Tomatoes.
En Metacritic, la película recibió una calificación de 58/100, que indica «críticas mixtas o promedio».